# Aircraft Industries
Az Aircraft Industries, a.s., korábbi nevén Let Kunovice, röviden Let az egykori Csehszlovákiában, majd Csehországban működő repülőgépgyártó vállalat. Polgári célú repülőgépeket gyárt, fő gyártmányai az L–410 Turbolet utasszállító repülőgép és az L–13 Blaník vitorlázó repülőgép. A cég 2022-től a cseh Omnipol állami vállalat tulajdonában van.

## Története

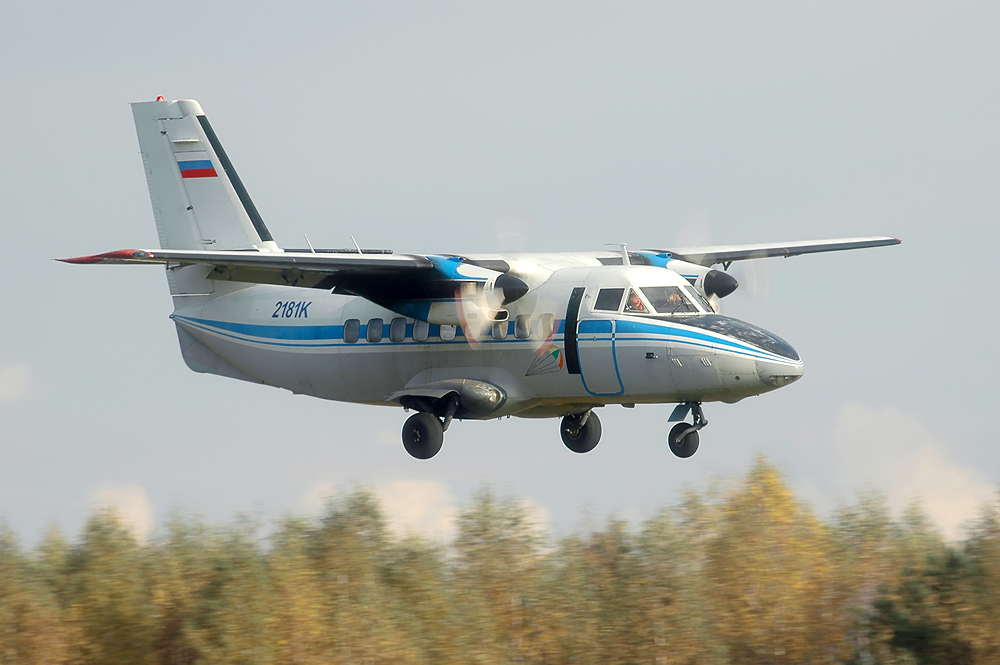
L–410 utasszállító repülőgép

A Škoda Művek repülőgépgyáraként építése 1936-ban kezdődött Kunovicében. Csehszlovákia német megszállásáig a gyár nem készült el teljesen, a második világháború alatt javító üzemként működött. A háború után a gyárat államosították. 1950–1953 között új üzemet építettek fel. 1957-től 1967-ig SPP (Strojírny první pětiletky, magyarul: „Első ötéves terv” Művek) néven működött, majd 1967-ben kapta a jelenleg is használt Let nevet.
A gyár kezdetben C–11 típusjellel szovjet licenc alapján a Jak–11 gyakorló és kiképző repülőgépet gyártotta. Miután az Aero Vodochody elkezdte a MiG–15 licencgyártását, az Ae 45 könnyő többcélú repülőgép sorozatgyártását áttelepítették a Letovhoz, és ott készült később a továbbfejlesztett Ae 145 is. 1957-ben kezdték el az L–200 Morava többcélú repülőgép, majd 1961-ben a Z–37 Čmelák mezőgazdasági repülőgép kifejlesztését, amelyekkel a vállalat jelentős piaci sikereket ért el. Az 1960-as években néhány évig az L–29 Delfín sugárhajtású gyakorló repülőgép gyártása is folyt a Let Kunovice vállalatnál.
Már az 1950-es évektől vitorlázó repülőgépeket is épített. Számos gyártmánya mellett a legnagyobb sikert az L–13 Blaník érte el, amely a világon a legnagyobb számban gyártott vitorlázó repülőgép.
A Let mérnökei az 1960-as években fejlesztették ki a 19 utas szállítására alkalmas L–410 könnyű utasszállító repülőgépet, amelyből a típusváltozataival együtt több mint ezer darab készült. Legnagyobb felhasználója az Aeroflot volt. Az L–410 sikere nyomán az Aeroflot egy ennél nagyobb gépet is igényelt, amellyel a  belföldi járatokon leterjedt kiöregedő An–24-es utasszállítókat akarta felváltani. Ez lett az L–610, amely 1988-ban repült először, de az 1980-as évek végének politikai és gazdasági átalakulása miatt megszűnt a felvevőpiac. Így az L–610-ből csak nyolc darab készült.
A szocialista országok gazdasági válsága miatt a Let hagyományos felvevő piaca beszűkült, a cég termelése jelentősen visszaesett.
A vállalat jelenleg az L–410-t és továbbfejlesztett változatát, az L–420-t, valamint a Blaníkot és utódát, az L–23 Super Blaník vitorlázó repülőgépet gyártja.
2008-ban a cég részvényeinek 51%-át az orosz UGMK bányászati és fémkohászati vállalat vásárolta meg. 2013 szeptemberében az UGMK megvásárolta a repülőgépgyár részvényeinek maradék 49%-át is, így az orosz vállalat lett a 100%-os tulajdonos.
2015-ben mutatták be az L–410 modernizált változatát, az L–410LG-t, amelynek a sorozatgyártását 2018-ban kezdik el.
A cseh állam 2022-ben kivásárolta a céget az orosz tulajdonostól, a tulajdonosi jogok az Omnipol állami céghez kerültek.

## Gyártmányai

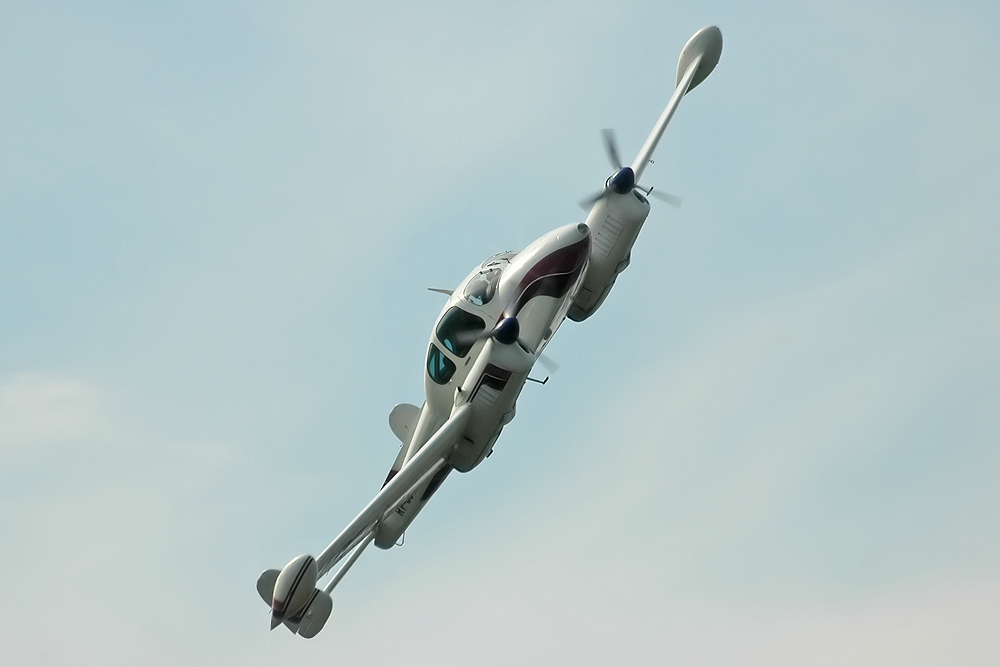
L–200 Morava többcélú repülőgép

### Motoros repülőgépek
- L–200 Morava
- L–410 Turbolet
- L–420
- L–610 (prototípus)
- Z–37 Čmelák

### Vitorlázó repülőgépek
- L–13 Blaník
- L 21 Spartak
- L 23 Super Blaník
- L 33 Solo
- LG 125 Šohaj 2
- VT 425 Šohaj 3
- LF 109 Pionyr
- VT 16 Orlik

## Külső hivatkozások
- A Let honlapja
- A vállalat története (angolul)